# Centre Georges-Pompidou
Centre national d’art et de culture Georges-Pompidou är ett franskt nationalmuseum för samtidskonst, beläget i Paris 4:e arrondissement. Centre Pompidou benämns ofta av fransmännen som Beaubourg, vilket är namnet på kvarteret museet ligger i.

## Museet
Centre Georges-Pompidou öppnade 1977 på initiativ av den franske presidenten Georges Pompidou, och visar sedan dess upp de mest betydelsefulla verken ur den franska statens samlingar av konst från 1900-talet och framåt,  och kompletterar därmed Musée d'Orsay och Louvren.
Förutom två våningar med den permanenta utställningen erbjuds ett antal tillfälliga utställningar av modern och nutida konst, en biograf för kvalitets- och konstfilm, en scen för dans och musik, butiker, en exklusiv restaurang och tillhörande café, samt ett stort referensbibliotek som i sig upptar två hela våningar.
År 2012 var Centre Georges-Pompidou det nionde mest besökta konstmuseet i världen, med 3,6 miljoner besökande.

## Byggnaden
En arkitekttävling fick 681 inkomna förslag och vanns av Renzo Piano, Richard Rogers och Gianfranco Franchini.. Arkitektfirman samarbetade med Arup and Partners. Rör för ventilation, vatten- och elektricitetsförsörjning hade anbringats på byggnadens utsida och målats efter funktion (till exempel blått för luftintag och rött för människotransport). Byggnadens moderna utseende bröt starkt av mot de intilliggande äldre husen, ett faktum som uppskattades av somliga parisare men som ansågs skandalöst av en del.

## Filial i Málaga

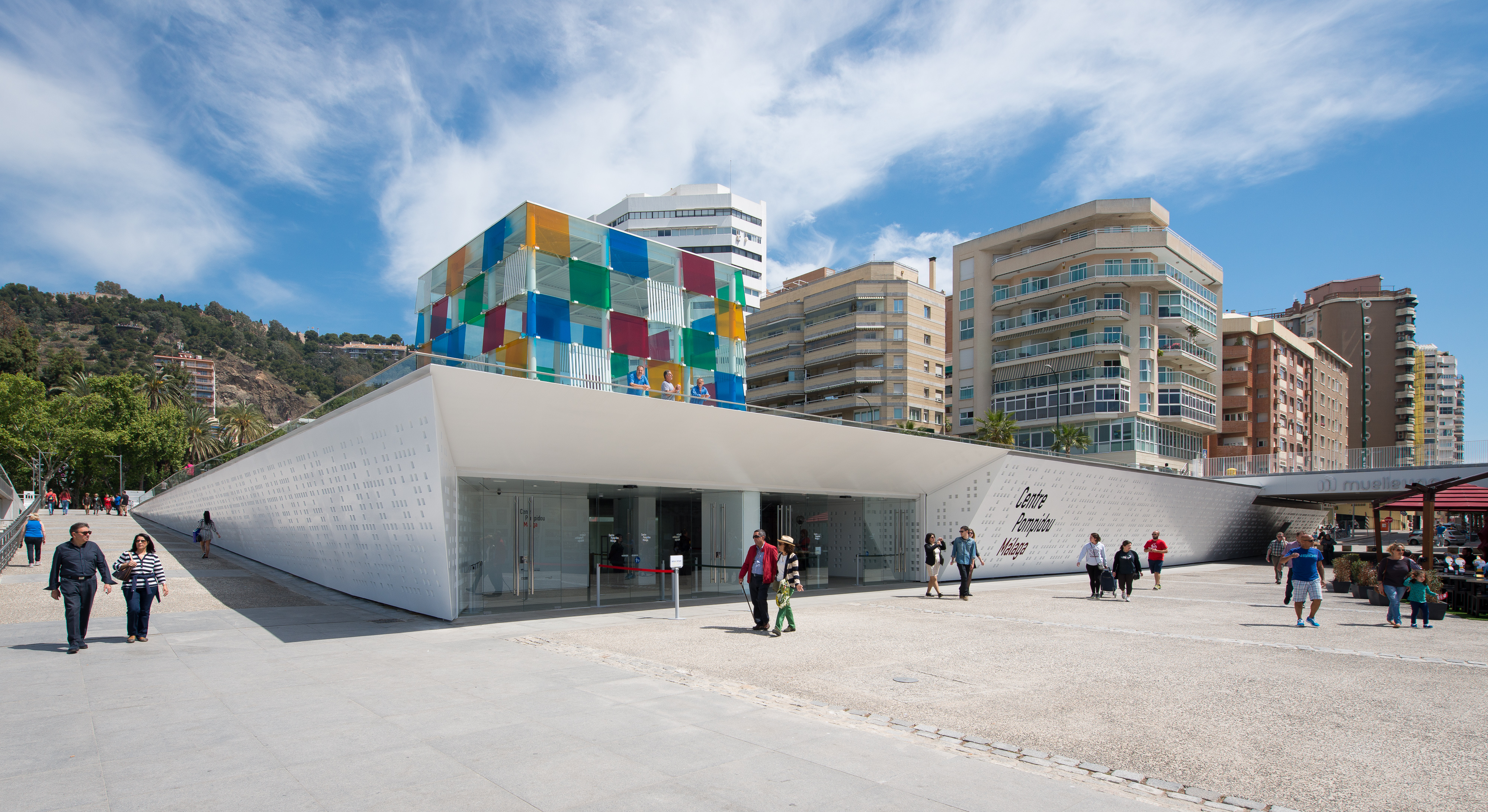
Centre Pompidou Màlaga

Vid årsskiftet 2013/2014 träffades avtal mellan Centre Pompidou och Málaga om en filial i hamnområdet Muelle Uno i Málaga i Spanien.